# Петрово (Беляевский район)
Петрово (укр. Петрове, до 2016 г. — Петровское) — село, относится к Беляевскому району Одесской области Украины.
Население по переписи 2001 года составляло 915 человек. Почтовый индекс — 67623. Телефонный код — 4852. Занимает площадь 1,07 км². Код КОАТУУ — 5121080706.

## Местный совет
67622, Одесская обл., Беляевский р-н, с. Березань, ул. 70-летия Октября, 1